# (2017) Wesson
Pour les articles homonymes, voir Wesson.
(2017) Wesson (A903 SC) est un astéroïde de la ceinture principale découvert le 20 septembre 1903 par Max Wolf à Heidelberg.